# 소브나르호즈
소브나르호즈(러시아어: совнархоз, совет народного хозяйства, sovet narodnogo khozyaystva, "인민경제평의회"), 보통 지역경제소비에트로 번역되며, 소련의 특정 경제 지역을 관리하기 위한 조직이었다.
인민경제소비에트는 최고인민경제소비에트에 종속되었다.
인민경제소비에트는 1957년 5월 니키타 흐루쇼프에 의해 도입되었는데, 이는 부처들의 중앙 집중화와 부처주의에 맞서기 위한 시도였다. 소련은 처음에는 105개의 경제 지역으로 나뉘었으며, 인민경제소비에트는 운영 및 계획 관리를 담당했다. 그 수는 나중에 47개로 줄어들었다. 동시에 많은 수의 부처가 폐쇄되었다.